# Качемак (Аляска)
Качемак (англ. Kachemak) — город в боро Кенай в американском штате Аляска. По данным переписи населения США 2020 года, численность населения составляла 576 человек.

## Население
| 2010 | 2020 |
| ---- | ---- |
| 472  | ↗576 |